# 賈培德
賈培德（1977年9月24日—），綽號德仔，為台灣男性配音員、前中華辯論推廣協進會理事長（現為常務理事）、劇場演員，曾為廣播節目主持人。曾經擔任金馬獎、金鐘獎、金曲獎、台北電影節及走鐘獎頒獎典禮司儀。

## 生平
賈培德的父親是熱河省赤峰縣人，在二十多歲時隨國民政府來台，來台後擔任演員，因善於繪畫，後轉為電影化粧師。母親是山西人，為國防部藝工總隊團員，受到母親影響，賈培德在12歲時便進入警察廣播電台錄製廣播劇。
中國文化大學政治學系學士、中國文化大學政治學研究所碩士肄業。自首次大學入學至終於畢業經過19年，他在受訪中表示：「第一次唸，唸到大四上學期被二一；然後考回原系，再從大四開始唸。三年之後，修業年限屆滿，退學。當完兵回來，過了三年，再考回學校；然後又唸了三年，這次畢業了。」
1998年開始主持廣播節目。1999年開始擔任配音員。配音作品以廣告及電視節目旁白為主。曾擔任過金馬獎、金鐘獎、金曲獎及走鐘獎頒獎典禮司儀。

### 觀點
為已出櫃男同志，長年致力於推動同性戀者權益。
2016年9月3日發文駁斥批評參加軍公教反污名要尊嚴九三大遊行為「可恥」、「為錢上街頭」的人：「看到有些人說，這群人很可恥，都是為了錢上街。其實你這句話才是他們上街的理由。」他還說，「我也贊成年金改革，但連我只是當過義務役而已都快為軍人氣壞了」。

## 配音作品

### 節目旁白
- 中天綜合台《大學生了沒》
- 臺灣電視公司《百萬小學堂》（1－171集）
- 臺灣電視公司、三立都會台《超級接班人》
- 中國電視公司《電視大國民》
- 民間全民電視公司《綜藝大集合》
- 年代電視《台灣人在大陸》
- 民間全民電視公司《來去日本》
- 東風衛視《阿亮單車日記》
- 東風衛視《惡童探險記》
- 高點綜合台《集樂台灣》
- 東風衛視《嘻哈幫》
- 八大綜合台《食在好味道》
- 八大綜合台《我可能不會愛你》形象預告愛情生活擬真館篇
- 東風衛視《三隻小豬》
- MTV《愛漂亮》
- 東風衛視《翻滾吧，Energy！》
- Channel V《無敵青春克》
- 中國電視公司《舞林大道》
- 公共電視台《誰來晚餐》（第1－11季）
- 公共電視台《街頭博識王》
- 中華電視公司《超級星任務》
- 中國電視公司《周日大精彩》
- 東風衛視《鐵馬青春行》
- TVBS歡樂台《超級金賣客》
- 東森幼幼台《YOYO嘻遊記》
- JET综合台《超級大玩咖》
- 超級電視台《寶島Life Show》
- 超級電視台《非關命運》
- 民間全民電視公司《新兵日記幕後花絮》
- 民間全民電視公司《特戰英雄幕後花絮》
- 民間全民電視公司《廉政英雄幕後花絮》
- 東風衛視《發現台灣天才》
- 三立都會台《超級偶像》
- 臺灣電視公司《超級設計師》
- 公共電視台《健康搜查隊》
- 壹電視綜合台《真實謊言》
- 緯來綜合台《我們一家訪問人》
- 臺灣電視公司《樂光寶盒》
- 衛視中文台《WOW！侯麻吉》
- 中國電視公司《超級歌喉讚》
- 網路節目《TA們說》
- 公共電視台《歡迎光臨》
- 湖南衛視、芒果TV《聲生不息·寶島季》

### 電視劇角色
- 東森幼幼台《萌學園》1～4、6季（闇黑大帝）

### 典禮司儀
- 第14-25屆（2003-2014）流行音樂金曲獎司儀
- 第37屆、第41屆、第43-52屆（2002、2006、2008-2017）電視金鐘獎司儀
- 第42-61屆（2005-2024）金馬獎司儀
- 2006、2009、2010 亞太影展頒獎典禮司儀
- 2008、2009 行政院體育委員會運動菁英獎司儀
- 第12屆、第14-17屆、第24屆（2010、2012-2015、2022）台北電影獎頒獎典禮司儀
- 第1屆、第2屆（2010、2011） 金音創作獎頒獎典禮司儀
- 第23屆、第30屆、第34-35屆（2012、2019、2023-2024）傳藝金曲獎司儀
- 第43屆、第46-52屆（2008、2011-2017） 廣播金鐘獎司儀
- 三立電視華劇大賞司儀
- 第1-6屆（2019-2024）走鐘獎頒獎典禮司儀

### 其他
- 臺灣電視公司於2008年至今的台呼：「您現在收看的是：TTV，台灣電視台。」
- FOX體育台、FOX Movies（现卫视国际电影台GOLD）宣傳片旁白
- 於2014年為台北市市長候選人柯文哲配音競選[2]
- 2018年2月15日，為台灣知名網路搞笑短片團體這群人－超瞎翻唱：媽媽大賞 韓流來襲 Super Lousy Cover Songs：Sing K-POP By Chinese 影片擔任旁白[3]

## 廣播節目
- 1989-1998年  警察廣播電台廣播劇團團員
- 1998-2000年  警察廣播電台「德仔的Daydream」、「德仔Tonight Show」、「德仔大週末」節目企劃製作主持
- 2000-2002年  飛碟電台「幽浮不羈夜」節目企劃製作主持
- 2005-2006年  中廣流行網「不羈夜狂熱」節目企劃製作主持
- 2009-2012年  中廣流行網「搖擺機關槍」節目企劃製作主持

## 著作
| 書名                         | 作者   | 出版社   | 出版時間      | 頁數  | ISBN               |
| ---------------------------- | ------ | -------- | ------------- | ----- | ------------------ |
| 《入圍的有王牌配音員賈培德》 | 賈培德 | 沐風文化 | 2018年2月23日 | 232頁 | ISBN 9789869595209 |

## 網路節目
- 2018年 中華文化總會《賈文青相談室》節目主持人
- 2020年 賈文青德仔《賈文青無料案內所》節目主持人
- 2020年 賈文青德仔《賈文青比你愛台灣》節目主持人
- 2020年 賈文青德仔《賈文青酒醉黑白話》節目主持人

## 劇場演出
- 1996年  白雪綜藝團「夏日遊戲《扮裝風暴》」於誠品書店敦南總店
- 2002年  同黨劇團《戀人物語》於國家劇院實驗劇場
- 2002年  渥克劇團《我的光頭校園》於牯嶺街小劇場
- 2002年  《給我報報單口相聲》於紅樓劇場
- 2007年  嵐創作體《I Love You, You're Perfect, Now Change》於皇冠小劇場
- 2008年  《永恆的原鄉》音樂會於國父紀念館
- 2008年  同黨劇團《飛天行動》聲音演出
- 2008年  獨立製作《Smokey Joe's Café》於國立台灣藝術教育館
- 2010年  OD表演工作室《澎湃人生》於台北國際藝術村幽竹廳
- 2011年  瘋戲樂工作室《木蘭少女》於國家戲劇院
- 2013年  白雪綜藝劇團《風月救風塵》於水源劇場
- 2014年  同黨劇團《第二屆經典讀劇節：平常心》於信義誠品
- 2015年  同黨劇團－鬼島限定版金色瘋狂劇作《金控迷霧》於文山劇場
- 2015年  同黨劇團《平常心》於國家劇院實驗劇場
- 2016年  高雄春天藝術節，英國耳劇場《幻聽夢遊》於駁二藝術特區
- 2018年  台灣國際藝術節，台北愛樂室內合唱團《四季台灣》於國家音樂廳
- 2021年  台南人劇團《Re/turn十週年Revival版》於國立台灣藝術教育館、台中國家歌劇院、臺南市立臺南文化中心
- 2023年  百老匯搖滾音樂劇《NEXT TO NORMAL近乎正常》於台中國家歌劇院

## 参加综艺节目
- 2011年12月12日  JET綜合台《新聞挖挖哇》【破解選舉騙術】
- 2012年5月8日  中天綜合台《康熙來了》【我們都是聽他們聲音長大的】
- 2013年4月5日  湖南卫视《天天向上》【配音主持大联欢】[4]

## 獎項紀錄

### 金鐘獎
| 年份 | 屆次             | 獎項                     | 入圍作品             | 結果 |
| ---- | ---------------- | ------------------------ | -------------------- | ---- |
| 2024 | 第59屆廣播金鐘獎 | Podcast獎 藝術文化節目獎 | 《賈文青無料案內所》 | 提名 |

## 外部連結
- 賈文青德仔Facebook臉書粉絲專頁 （页面存档备份，存于）
- 賈文青德仔YouTube頻道 （页面存档备份，存于）
- 賈培德的部落格 （页面存档备份，存于）
- 《聯合報》【鳴人堂】賈培德文章列表 （页面存档备份，存于）
- 賈培德_德仔的新浪微博